# Chauncey Morehouse
Chauncey Morehouse (Niagara Falls (New York), 11 maart 1902 – Medford (New Jersey), 3 november 1980) was een Amerikaanse jazzdrummer.

## Biografie
Hij groeide op in Chambersburg in Pennsylvania en leerde drums, piano en banjo. Met zijn vader speelde hij in stomme film-bioscopen. Op de middelbare school had hij zijn eigen band (Versatile Five, 1919) en van 1920 tot 1923 speelde hij in het orkest van Paul Specht, met wie hij in 1923 door Europa toerde (Londen). Hij behoorde tot de band The Georgians van Specht, die werd gevormd door muzikanten uit zijn orkest. Hiermee nam hij Land of Cotton Blues op, waarschijnlijk de eerste jazz-drumsolo die op plaat werd opgenomen. Van 1924 tot 1927 was hij lid van het orkest van Jean Goldkette, in 1927 in de kortstondige band van Adrian Rollini en in 1928/1929 met Don Vorhees. Vanaf 1929 was hij studiomuzikant op radio en televisie in New York. Pas tijdens de jaren 1970 keerde hij terug naar de jazz en speelde hij tijdens het concert Tribute to Bix op het Newport Jazz Festival in de Carnegie Hall en op het Bix Memorial Festival in Davenport. Hij nam op met Goldkette, Frankie Trumbauer, de gebroeders Dorsey, Bix Beiderbecke, Red Nichols, Miff Mole, Irving Mills, Hoagy Carmichael en Joe Venuti. 
Morehouse ontwikkelde ook zijn eigen drums en trommels, die werden vervaardigd door de Leedy Drum Company. In 1938 speelde hij bijvoorbeeld in zijn eigen band met chromatisch gecoördineerde percussie. Hij nam op onder zijn eigen naam in 1937 en 1938.

## Overlijden
Chancey Morehouse overleed in november 1980 op 78-jarige leeftijd.